# Don Freeland
Donald Lloyd Freeland, detto Don (Los Angeles, 25 marzo 1925 – San Diego, 2 novembre 2007), è stato un pilota automobilistico statunitense.
Tra il 1950 e il 1960 la 500 Miglia di Indianapolis faceva parte del Campionato Mondiale, per questo motivo Freeland ha all'attivo anche 8 Gran Premi ed un terzo posto in Formula 1.

## Risultati in Formula 1
| 1953 | Scuderia  | Vettura              |  |     |  |  |  |  |  |  |  |  |  | Punti | Pos. |
| ---- | --------- | -------------------- |  | --- |  |  |  |  |  |  |  |  |  | ----- | ---- |
| 1953 | Bob Estes | Watson Indy Roadster |  | Rit |  |  |  |  |  |  |  |  |  | 0     |      |

| 1954 | Scuderia  | Vettura  |  |   |  |  |  |  |  |  |  |  |  | Punti | Pos. |
| ---- | --------- | -------- |  | - |  |  |  |  |  |  |  |  |  | ----- | ---- |
| 1954 | Bob Estes | Phillips |  | 7 |  |  |  |  |  |  |  |  |  | 0     |      |

| 1955 | Scuderia  | Vettura  |  |  |     |  |  |  |  |  |  |  |  | Punti | Pos. |
| ---- | --------- | -------- |  |  | --- |  |  |  |  |  |  |  |  | ----- | ---- |
| 1955 | Bob Estes | Phillips |  |  | Rit |  |  |  |  |  |  |  |  | 0     |      |

| 1956 | Scuderia  | Vettura  |  |  |   |  |  |  |  |  |  |  |  | Punti | Pos. |
| ---- | --------- | -------- |  |  | - |  |  |  |  |  |  |  |  | ----- | ---- |
| 1956 | Bob Estes | Phillips |  |  | 3 |  |  |  |  |  |  |  |  | 4     | 13º  |

| 1957 | Scuderia      | Vettura           |  |  |    |  |  |  |  |  |  |  |  | Punti | Pos. |
| ---- | ------------- | ----------------- |  |  | -- |  |  |  |  |  |  |  |  | ----- | ---- |
| 1957 | Ansted Rotary | Kurtis Kraft 500D |  |  | 17 |  |  |  |  |  |  |  |  | 0     |      |

| 1958 | Scuderia  | Vettura  |  |  |  |   |  |  |  |  |  |  |  | Punti | Pos. |
| ---- | --------- | -------- |  |  |  | - |  |  |  |  |  |  |  | ----- | ---- |
| 1958 | Bob Estes | Phillips |  |  |  | 7 |  |  |  |  |  |  |  | 0     |      |

| 1959 | Scuderia    | Vettura           |  |     |  |  |  |  |  |  |  |  |  | Punti | Pos. |
| ---- | ----------- | ----------------- |  | --- |  |  |  |  |  |  |  |  |  | ----- | ---- |
| 1959 | Jim Robbins | Kurtis Kraft 500G |  | Rit |  |  |  |  |  |  |  |  |  | 0     |      |

| 1960 | Scuderia                     | Vettura           |  |  |     |  |  |  |  |  |  |  |  | Punti | Pos. |
| ---- | ---------------------------- | ----------------- |  |  | --- |  |  |  |  |  |  |  |  | ----- | ---- |
| 1960 | Ross-Babcock Traveler Racing | Kurtis Kraft 500H |  |  | Rit |  |  |  |  |  |  |  |  | 0     |      |

| Legenda | 1º posto     | 2º posto | 3º posto    | A punti         | Senza punti/Non class.  | Grassetto – Pole position Corsivo – Giro più veloce |
| Legenda | Squalificato | Ritirato | Non partito | Non qualificato | Solo prove/Terzo pilota | Grassetto – Pole position Corsivo – Giro più veloce |